# 1908-as magyar férfi vízilabda-bajnokság (első osztály)
Az 1908-as magyar férfi vízilabda-bajnokság az ötödik magyar vízilabda-bajnokság volt. A bajnokságban csak egy csapat, a MUE indult el, mely így ellenfél és mérkőzés nélkül nyerte el a bajnoki címet.